# Dreamin' you
『Dreamin' you』（ドリーミン・ユー）は、山本麻里安のアルバム。2002年3月22日、パイオニアLDCより発売された。

## 解説
- CDエクストラ仕様となっており、データ部分は「お散歩ハウス」と「Kolla Pa!」のプロモーションビデオなどが収録されている。

## 収録曲
1. パート・オブ・ユア・ワールド
  - 作詞：Howard Ashman、作曲：Alan Menken
2. sweet pain
  - 作詞：山本麻里安、作曲・編曲：工藤隆
3. 絶対無敵LOVE
  - 作詞：山本麻里安、作曲・編曲：工藤隆
4. 素敵なSUNNY DAY
  - 作詞：山本麻里安、作曲・編曲：工藤隆
5. 大好きなともだち
  - 作詞・作曲：大津美紀、編曲：工藤隆
6. Kolla Pa!
  - 作詞：大地丙太郎、作曲：河合夕子、編曲：神津裕之
7. Snow flower
  - 作詞：飯塚麻純、作曲・編曲：光宗信吉
8. TOOTH FAIRY
  - 作詞・作曲：こなかりゆ、編曲：工藤隆
9. ずっと続いてく…
  - 作詞：大地丙太郎、作曲：河合夕子、編曲：神津裕之
10. 夢見る輪舞
  - 作詞：山本麻里安、作曲・編曲：工藤隆
11. ララルー
  - 作詞・作曲：Peggy Lee・Sonny Burke